# Azadiya Welat
Azadiya Welat war die einzige kurdischsprachige Tageszeitung, die in der Türkei erschien. Ab den 1990er Jahren erschien sie als Wochenzeitung unter wechselnden Namen, seit dem 15. August 2006 täglich. Die Redaktion befand sich bis 2003 in Istanbul, bevor sie nach Diyarbakır wechselte. Im August 2016 wurde die Zeitung verboten.
„Azadiya Welat“ bedeutet „Die Freiheit des Vaterlandes“. Oft wird die Zeitung auch kurz „Welat“, „Das Vaterland“ genannt.

## Gerichtsverfahren
Die Zeitung wurde mehrfach mit befristeten Publikationsverboten belegt. Begründet wurden diese damit, dass die Zeitung gegen Paragraf. 6 des Terrorismusbekämpfungsgesetzes Nr. 3713 vom 12. April 1991 verstoßen, also unter anderem Propaganda für eine terroristische Vereinigung (hier: die Arbeiterpartei Kurdistans) betrieben habe. Auch verantwortliche Redakteure wurden aus gleichen Gründen mit Haftstrafen belegt.
Mit derselben Begründung wurde die Zeitung mit dem Urteil des 8. Istanbuler Amtsgerichts vom 16. August 2016 vorläufig geschlossen. Bei der anschließenden Polizeirazzia wurden alle 27 anwesenden Journalisten festgenommen.

## Verbot und Folgeblätter
Mit dem Notstandsdekret Nr. 675 vom 29. Oktober 2016 wurde die Zeitung endgültig verboten. Mit dem Notstandsdekret Nr. 693 vom 25. August 2017 folgte das Verbot der Nachfolgezeitung Rojava Medya. Darauf erschien ein knappes Jahr lang die Nachfolgezeitung Welat, ehe auch diese mit dem Notstandsdekret Nr. 701 vom 8. Juli 2018 geschlossen wurde.